# Ascidia kuneides
Ascidia kuneides är en sjöpungsart som beskrevs av Sluiter 1887. Ascidia kuneides ingår i släktet Ascidia och familjen Ascidiidae. Inga underarter finns listade i Catalogue of Life.